# Abbon (patrice)
 (mars 2021).
Si vous disposez d'ouvrages ou d'articles de référence ou si vous connaissez des sites web de qualité traitant du thème abordé ici, merci de compléter l'article en donnant les références utiles à sa vérifiabilité et en les liant à la section « Notes et références ».
Pour les articles homonymes, voir Abbon.
Abbon, né vers 680 (date de décès inconnue) est recteur de Maurienne et de Suse, patrice de Viennoise en 722. Il combat Mauronte et ses alliés les Sarrasins de Yusuf ibn 'Abd al-Rahman al-Fihri aux côtés de Charles Martel, qui pour le récompenser le fait duc de Provence en 732. Abbon fonde l'abbaye de la Novalaise en 726, à laquelle il laisse une grande partie de son immense héritage en 739. Il est le dernier patrice de Provence.

## Origines

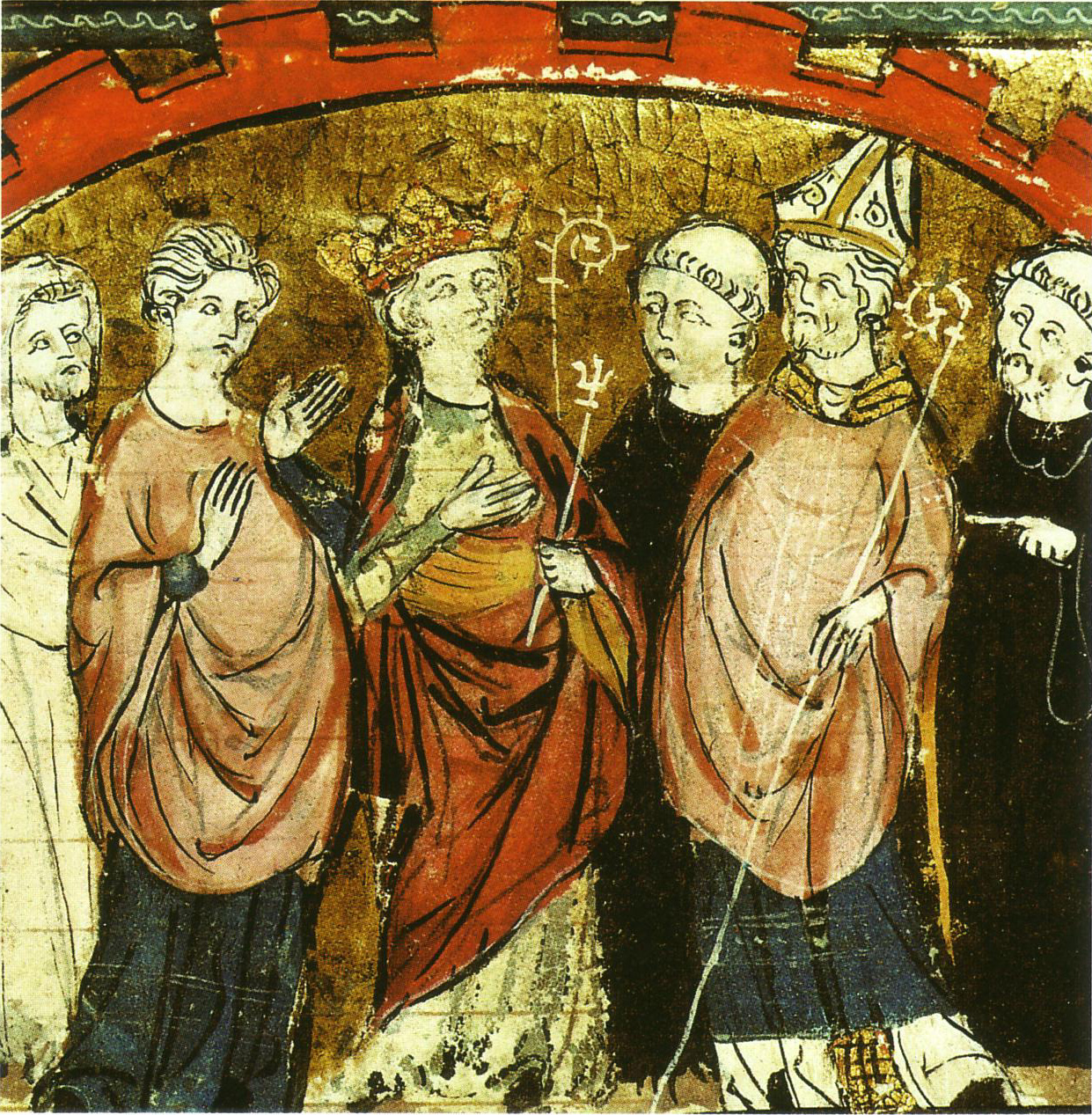
Dagobert reçoit le royaume Franc par les évêques et les grands de Burgondie. Parmi eux figurent certainement des membres de la toute puissante famille d’Abbon.

Abbon est né vers 680. Sa date de décès reste inconnue mais son testament date du 5 mai 739. Son nom, Ab(b)o, de consonance germanique, pourrait être l’hypocoristique du vieux nom gaulois Abolenus-Abelonius, ces formes abrégées n'étant pas toujours claires. Abbo, ou Abbon, est considéré comme un allié gallo-romain par les Francs.   
Il est le fils de Félix, grand propriétaire terrien burgonde et aristocrate de souche gallo-romaine apparenté au clan des Waldelène, petit-fils de Marron et de Dodine. Son fils Abbon nous dit dans son testament qu’il est évêque de Turin et marié à Rustica.  
Il a un frère, Giuccio et une sœur Marcatrude, reine de Bourgogne par son mariage avec le roi Gontran. Cette sœur est enfermée chez des moniales arlésiennes au monastère Saint-Jean en 567, après la naissance d’un enfant mort-né. Grâce à son testament on sait qu’il est le neveu de : 
- Vualchinus ou Walchinus ou Valchini ou Valchin, évêque d'Embrun (735-740), monastère de la Novalaise[3].
- Symphorien, évêque de Gap, qui a été son tuteur, est déposé par des hommes "méchans".
- Dodon, marié à Godane
- Eptolena, mère d’Honorade.

## Biographie

### Un patrice de Viennoise
Son père est l’un des plus grands propriétaires terriens qui aient existé dans les Alpes, possédant une série presque ininterrompue de domaines de Marseille à Grenoble. Abbon est recteur de Maurienne et de Suse. Sa famille commande les passages alpestres de Suse, Briançon, Embrun, et Gap. Il est revêtu de la dignité de patrice de Viennoise par Charles Martel, prince des Francs, et il succède à Agnarius en 722. Les patrices de Vienne gouvernent tous les pays situés entre le Rhône, la Durance et les Alpes pennines, ou en d'autres termes les trois anciennes provinces gallo-romaines soumises à l'autorité primatiale de l'église métropolitaine de Vienne.
Ce patrice fait sa résidence ordinaire dans l'un des châteaux forts qui dominent l'ancienne cité de Vienne. Une majorité d’auteurs le disent patrice romain, quelques autres patrice franc. Les Francs, très peu nombreux et souvent peu cultivés doivent élever des Gallo-romains ou des étrangers à des dignités importantes. Lupus, dont parle Frère Fortanat, son parent Félix Chramnelenus, dont parle Frédégaire, l’Athénien Gelsus, un Amatus, un Eunius Mummole, dont parle Grégoire de Tours, et Abbon en sont quelques exemples, parmi d’autres.

### Aux côtés de Charles Martel

#### L’invasion musulmane

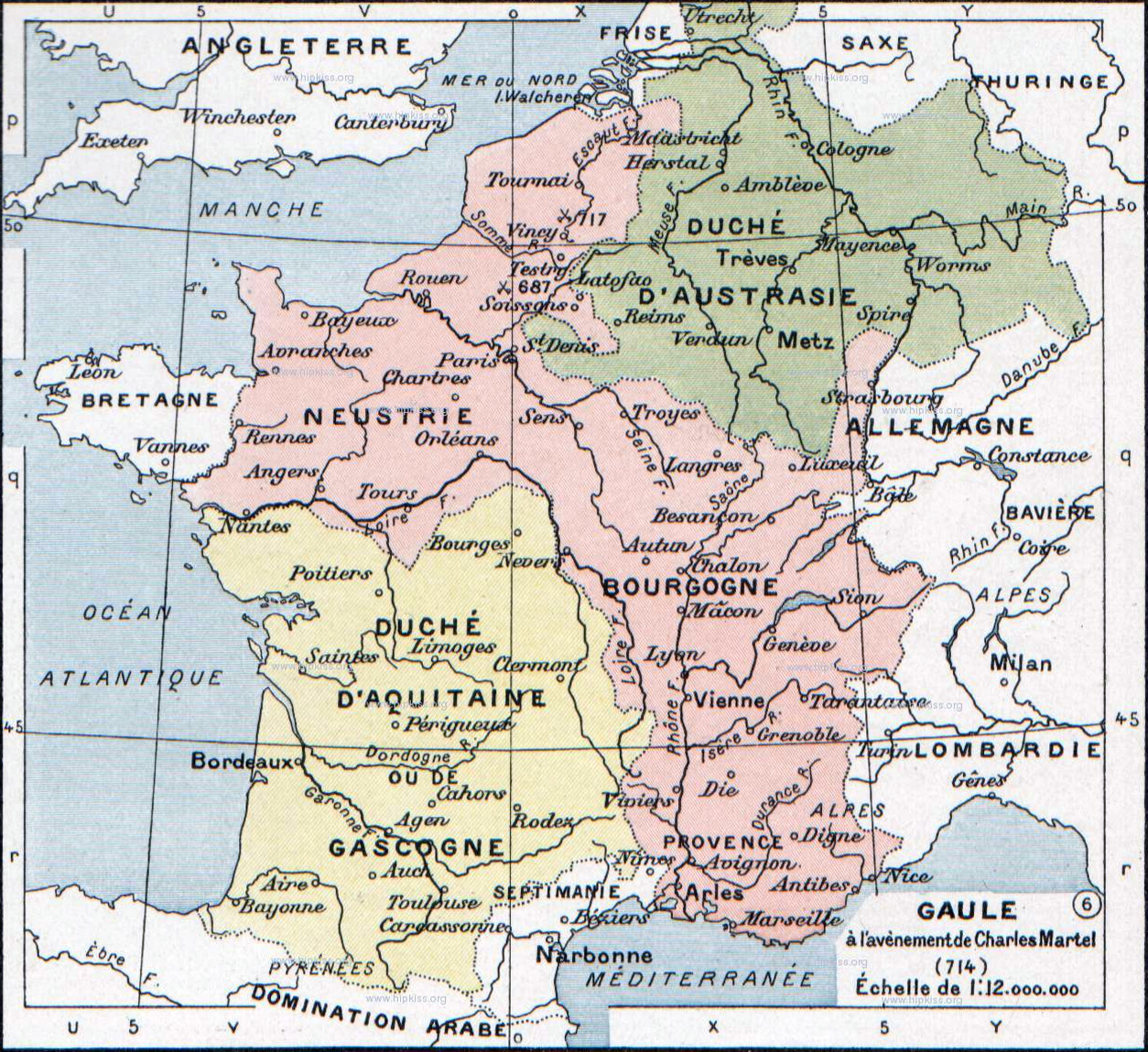
La Viennoise regroupe les territoires de la Bourgogne d’alors qui vont du sud du Rhône aux limites de la Provence (au nord de la Durance) et à l’est va jusqu’au royaume des Lombards.

Vers le milieu des années 710, des troubles sont signalés en Provence occidentale, qui font écho à une révolte conduite par le patrice Antenor contre le pouvoir franc de Pépin de Herstal puis de Charles Martel, révolte qui s'accompagne de spoliations de biens ecclésiastiques. 
Le danger vient surtout des alliés de ces rebelles, les Sarrasins, qui s'aventurent dans la vallée du Rhône, jusqu'à Autun (725). 
La grande irruption des Maures force Abbon  à trouver l'asile à Suse, avec beaucoup de réfugiés.  C'est dans cette ville qui dépend alors de l'évêque de Saint-Jean-de-Maurienne, qu'il stipule la fondation de l'abbaye de la Novalaise (Novaliciensis) en 726.

#### La fondation de l’abbaye de la Novalaise en 726
Cette abbaye de la Novalaise est fondée le 30 janvier 726, aux pieds du Mont-Cenis, par Abbon, recteur de la Maurienne et de Suse, patrice de Viennoise. 
Elle est construite sur la Via Francigena, l'ancien chemin du pèlerinage de Rome qui mène sur 1 700 km de Canterbury, (capitale de l'Église d'Angleterre), à la tombe de Saint Pierre, dans la Basilique Saint-Pierre du Vatican, à Rome.
La riche abbaye des saints Pietro et Andrea va connaître une très grande renommée à l’époque carolingienne, où elle accueillera plus de cinq cents moines. Dès le départ elle est dotée de nombreuses terres en Maurienne et en val de Suse. 
La Novalaise attire les marchands et les pèlerins au détriment du Montgenèvre  Elle est aussi dans un premier temps un lieu de refuge pour des chrétiens menacés par les Sarrasins et la guerre qui fait rage à l’ouest du Piémont. 

#### La rébellion de Mauronte (733)

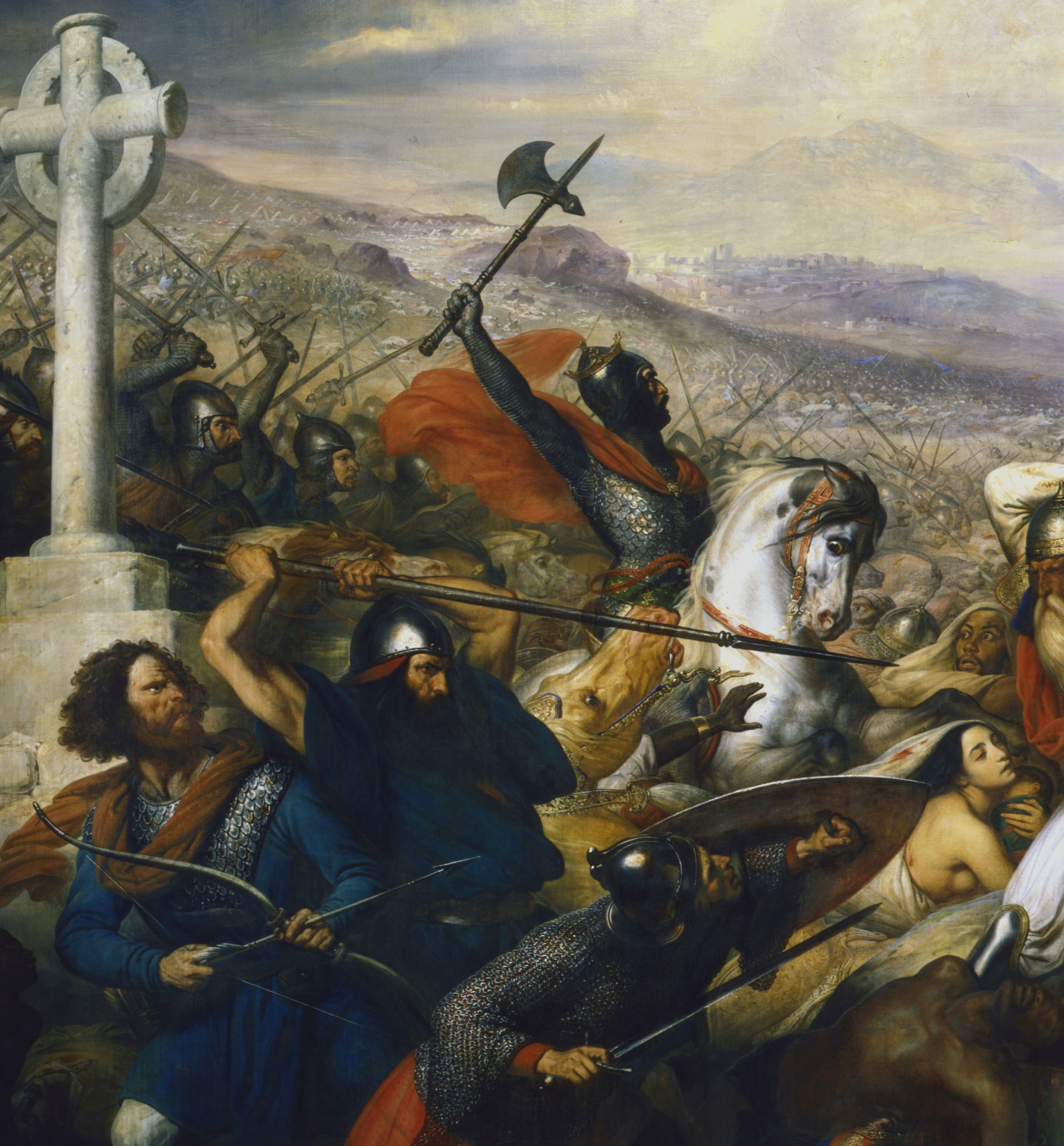
Charles Martel à la bataille de Poitiers (732).

Mauronte est duc de Provence et de Viennoise, du fait de l’exil d’Abbon et des alliés Charles Martel. Il cherche à défaire les liens déjà faibles qui unissent les populations de l'est de la Francie avec le royaume et Charles Martel. Il se ligue avec les autres gouverneurs. Tous ces seigneurs trament un complot dans l'espérance que Charles alors occupé par différentes guerres, contre les peuples de la Germanie et les Aquitains et contre les Sarrasins, serait hors d'état de les empêcher de créer un royaume indépendant. 
En 733, Abbon est aux côtés de Charles Martel lorsqu'il lance une offensive dans le Lyonnais et la Provence, victorieux grâce à des postes stratégiques et le soutien de quelques grands aristocrates de la région.
Mauronte et les autres rebelles feignent la soumission mais sont résolus à se soustraire à l'autorité de Charles Martel et du roi. Ils forment une ligue secrète avec Yusuf ibn 'Abd al-Rahman al-Fihri, gouverneur de la Septimanie pour les Sarrasins.

#### À nouveau le danger sarrasin (735 à 738)

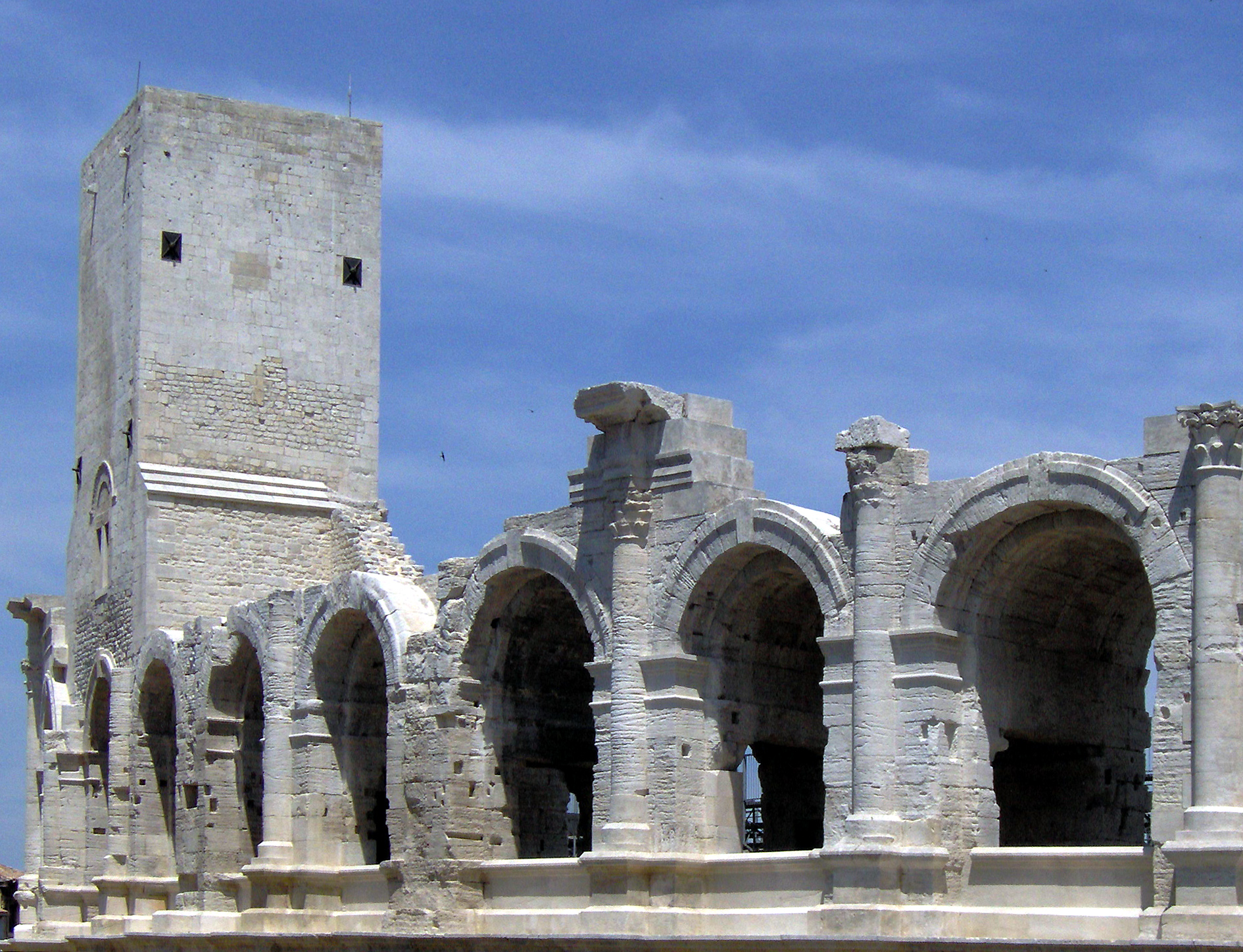
Du fait de ces guerres, les villes et les villages se transforment en forteresses. Une des tours de l’amphithéâtre d’Arles.

En 735, Mauronte appelle à l'aide les Sarrasins  de Yusuf ibn 'Abd al-Rahman al-Fihri, Wali de Narbonne. Toutefois, Charles Martel fait la paix avec Hunald Ier, fils du duc Eudes d'Aquitaine et de Vasconie et en 736, il marche promptement contre ces rebelles et leurs alliés. Avec son frère Childebrand, ils soumettent en peu de temps tout le pays depuis Lyon jusqu'à Marseille et Arles et pourvoit de nouveau à sa sûreté. Puis, il part combattre une révolte de Saxons. 
En 737, Mauronte peut de ce fait livrer Avignon à Yusuf ibn 'Abd al-Rahman al-Fihri. Les villes d'Uzès, de Viviers, de Valence, de Vienne, de Lyon et plusieurs autres, sont attaquées. Les églises détruites, des monastères ruinés, des villes pillées, des maisons saccagées, des châteaux démolis, et un nombre important de personnes massacrées. 
Mais, en 739, Childebrand, renforcé par les Lombards, remporte une victoire décisive près d'Avignon et les Sarrasins sont refoulés en Septimanie.
Abbon aide Charles Martel et Childebrand dans la campagne contre Mauronte de 736 à 739 dans la vallée du Rhône et dans les Alpes, où Mauronte s'y réfugie à son tour. Après avoir vaincu les rebelles et leurs alliés arabes, Charles Martel établit définitivement, en 739, son autorité sur la Bourgogne et la Provence, et confie le pouvoir à Abbon dans une grande partie de ses provinces.

#### Patrice ou duc de Viennoise et de Provence
Abbon est alors fait patrice de Provence et bénéficie de nombreux biens confisqués à cette occasion. D'après F. Moyran-Gattefossé, qui cite Georges de Manteyer, au VIIIe siècle, le patrice Abbon administre toutes les Alpes du Sud : la Maurienne, la Tarentaise, le Grésivaudan, le Viennois, le Mâconnais, l'Embrunais, le Gapençais, l'Ubaye, Vaison, les pays de Sisteron, Marseille, Arles, Toulon, Riez, Die, Apt, Cavaillon. La liste de ses domaines s’agrandit. Il conquiert, respectant ainsi l’une des dernières volontés du roi Thierry IV, les terres de Rieulfe, Robdal et du clerc Maurenge, nobles du Midi qui s'étaient alliés aux Sarrasins. Bien qu'Abbon ne soit pas un membre de la famille de Charles Martel, son absence d'héritiers pousse ce dernier à lui donner le maximum de titres et de terres qu’il pense pouvoir récupérer à sa mort. Ses origines gallo-romaines permettent d’assurer une transition permettant par la suite l’implantation de comtes d’origines franques pour la plupart.[réf. nécessaire]

### Son testament

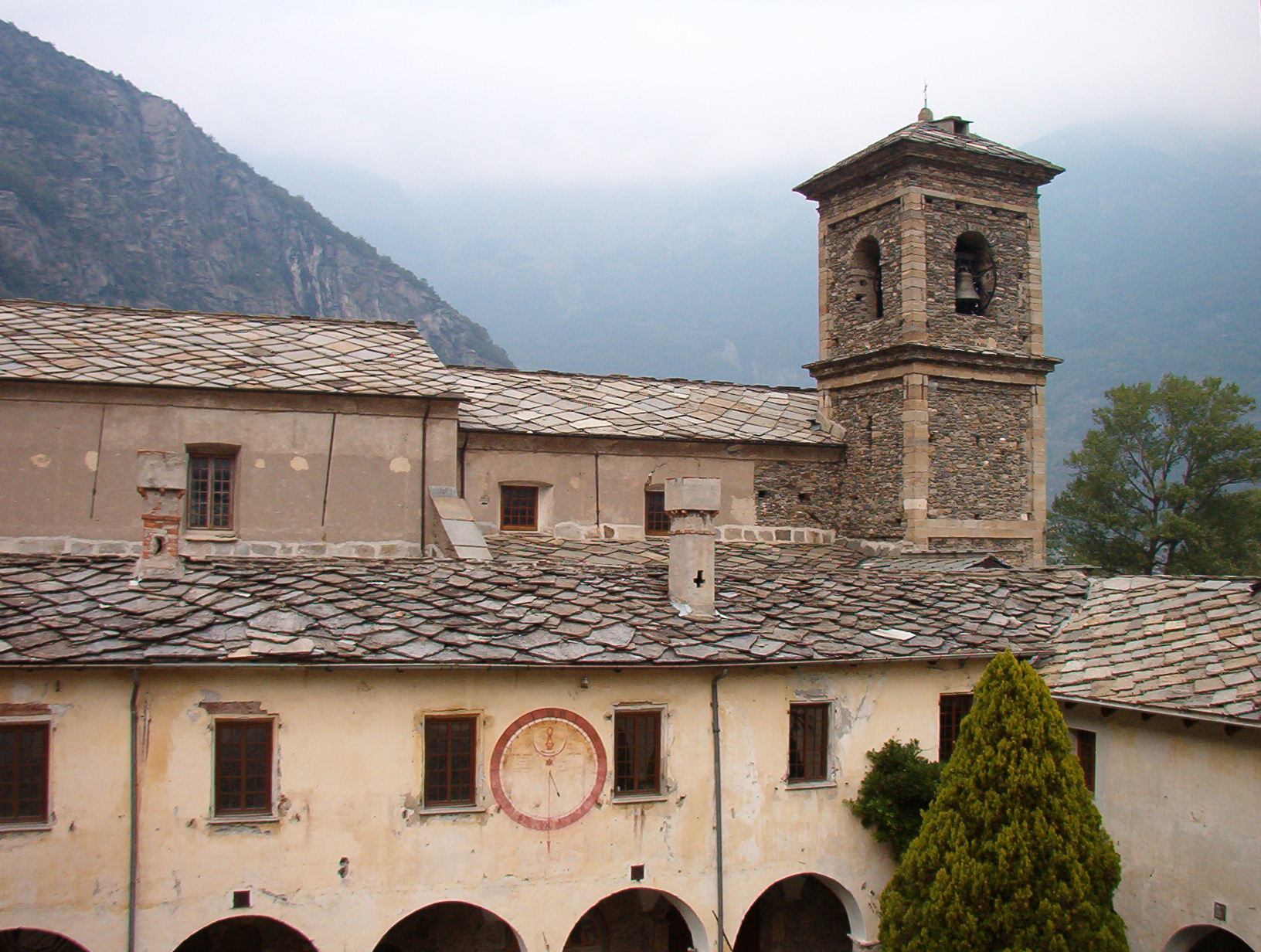
L’abbaye de la Novalaise, détruite en 906, sera reconstruite.

La réorganisation administrative de la Bourgogne se traduit par l’apparition de quelques actes écrits, comme en témoigne le fameux testament d’Abbon, qui constitue l’un des premiers documents sur l’économie rurale de la Bourgogne-Provence. Il est signé du 5 mai 739. L’auteur se réfère au droit prétorien qui a eu une grande importance dans la formation du droit romain. Le droit reste romain dans le sud-est de la France. Certains domaines appartiennent toujours à des descendants des Gallo-romains. Les Francs et leurs alliés ont construit très peu de forteresses.
Cet acte témoigne de l’ampleur des possessions de cet aristocrate. Elles s’étendent du Mâconnais jusqu’en Italie du Nord et Provence. Ce testament décrit ses possessions cinq pagi[pas clair], dont Joseph Roman fera la liste:
- Gratianopolitanus, Grésivaudan, dont l'Oisans et La Grave ;
- Briantinus, Briançonnais : tout l'arrondissement de Briançon qui comprend Annavasca (Névache), Aquisiana (Guisane), Garonna (Gironde maintenant Vallouise) et Queyras ;
- Ebredunensis, arrondissement d'Embrun, sauf Orcières et Chorges, plus Barcelonnette et Seyne ;
- Rigomagensis, Chorges ;
- Vapincessis, Gap et une partie des Basses-Alpes et de l'Isère.

À côté de grands domaines latifundiaires (curtes), Abbon possède pour l'essentiel de très nombreuses petites exploitations isolées (colonicæ), cultivées par des paysans aux statuts divers : libres (ingenui), colons (colonicæ), tenanciers (inquilini), affranchis (liberti), serfs (servi) ou esclaves (mancipia). Il n’est dit nulle part que ses domaines sont aux mains des Sarrasins.
Malgré tout, Abbon parle du malheur des temps et de la désolation des provinces qu’il administre. Il a dû aider ses esclaves et ses affranchis à se réfugier dans les principautés voisines. Néanmoins, il leur demande de retourner dans leurs villages et villes dévastés par les Sarrasins. 
Abbon lègue en particulier à l'abbaye de la Novalaise des biens considérables situés dans le pagi de Grenoble, Vienne, Briançon, Embrun, Gap et Die. Ses donations seront confirmées successivement par Carloman, à Nimègue, le 26 juin 770, et par Charlemagne à Quierzy, le 25 mars 773. L'empereur Louis le Pieux confirme également ces donations à la demande de l'abbé Frodoinus à Aix-la-Chapelle, en 814.

### Après sa mort

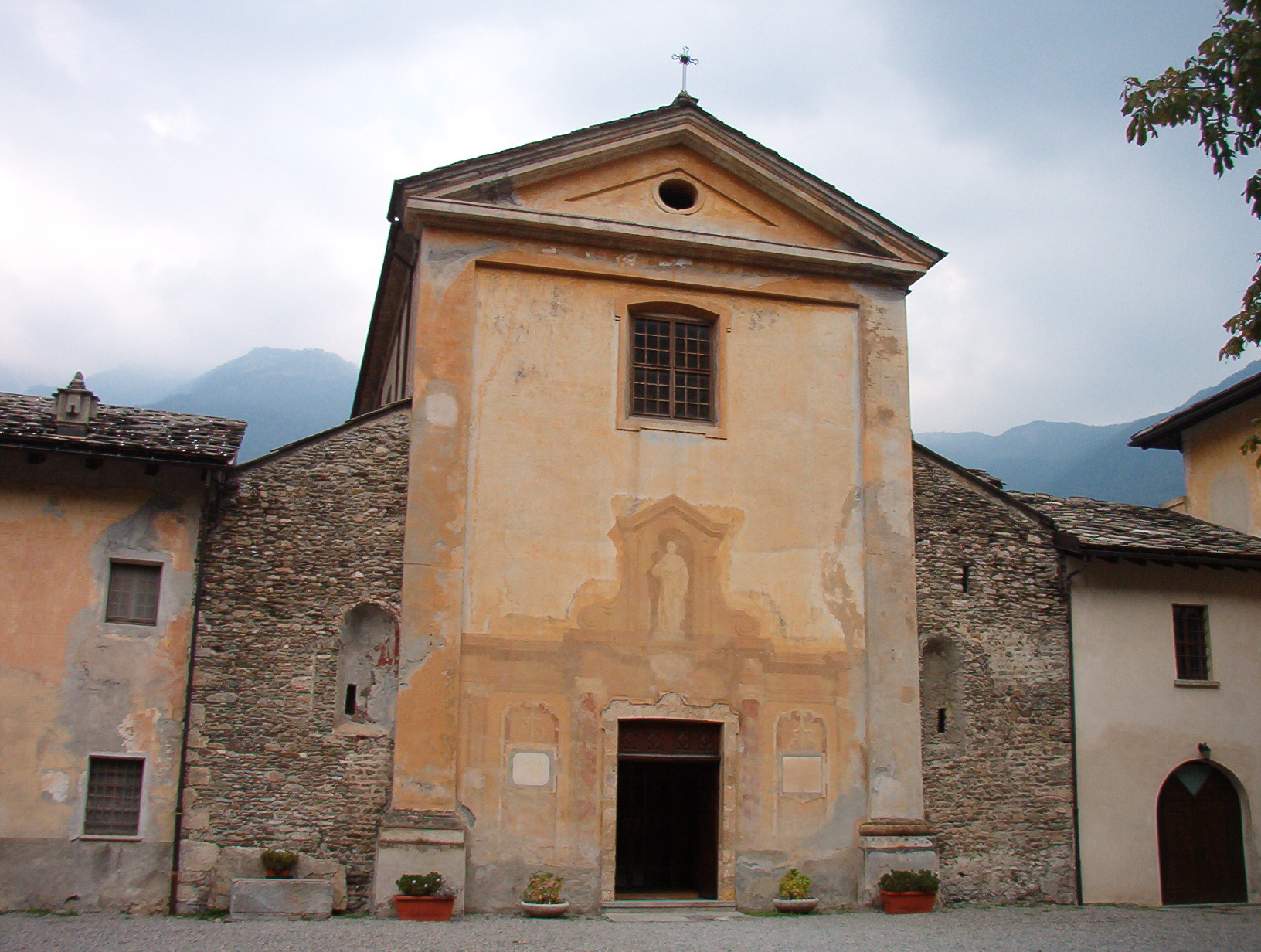
L'abbaye de la Novalaise.

Nous ne connaissons ni ses date et lieu de naissance ni son lieu de sépulture. Après la mort d'Abbon, le patriciat est supprimé par Pépin le Bref. Peut-être ce titre est déjà remplacé dès 736, par celui plus Franc de duc. 
L’abbaye de la Novalaise sera incendiée en 906 par des bandes sarrasines, mais les moines pourront se réfugier à Turin avec 6 000 manuscrits. Après l'incendie, les possessions de la Novalaise sont partagées entre l'abbaye Saint Laurent d'Oulx qui recevra la majeure partie et l'abbaye Saint-Pierre de Breme, diocèse de Pavie, dont dépendront le monastère de Le Monêtier et Puy-Saint-Pierre jusqu'au XVIe siècle.
Le comte Bysardon serait l'un de ses descendants. 
Une étude récente, L’Armorial Haut-Alpin, nous dit que les d’Abon, la plus ancienne famille de Gap, connus depuis un certain Abo vivant au XIe siècle, sont peut-être les descendants d’Ab{b)o(n) ou de l'un de ses parents. Cet ouvrage, très documenté, cite Georges de Manteyer qui les a rapproché de la gens Abbo, connue par Ferréol en 634 et d’Abbo.